# Список персонажей мультсериала «Рик и Морти»
«Рик и Морти» — американский анимационный телесериал для взрослых, созданный Джастином Ройландом и Дэном Хармоном, премьера которого состоялась в 2013 году. Сюжет вращается вокруг Рика Санчеса, эксцентричного учёного-алкоголика, который берёт своего внука Морти Смита в опасные, экстравагантные приключения по всему космосу и альтернативным вселенным. Ниже приведён список персонажей из телесериала «Рик и Морти».
Согласно данным BTVA, по состоянию на 9 июля 2021 года вся франшиза насчитывает 669 персонажей, сам мультсериал — 666.

## В ролях

### Основной состав
| Персонаж    | Сезоны          | Сезоны          | Сезоны          | Сезоны          | Сезоны          | Сезоны          | Сезоны          | Сезоны          | Аниме                         |
| Персонаж    | 1               | 2               | 3               | 4               | 5               | 6               | 7               | 8               | Аниме                         |
| ----------- | --------------- | --------------- | --------------- | --------------- | --------------- | --------------- | --------------- | --------------- | ----------------------------- |
| Рик Санчес  | Джастин Ройланд | Джастин Ройланд | Джастин Ройланд | Джастин Ройланд | Джастин Ройланд | Джастин Ройланд | Йен Кардони     | Йен Кардони     | Ёхэй ТаданоДжо Дэниелс        |
| Морти Смит  | Джастин Ройланд | Джастин Ройланд | Джастин Ройланд | Джастин Ройланд | Джастин Ройланд | Джастин Ройланд | Гарри Белден    | Гарри Белден    | Кэисукэ ТибаГабриэль Регохо   |
| Джерри Смит | Постоянно       | Постоянно       | Постоянно       | Постоянно       | Постоянно       | Постоянно       | Постоянно       | Постоянно       | Манабу МурадзиДжо Дэниелс     |
| Саммер Смит | Спенсер Грэммер | Спенсер Грэммер | Спенсер Грэммер | Спенсер Грэммер | Спенсер Грэммер | Спенсер Грэммер | Спенсер Грэммер | Спенсер Грэммер | Акиха МацуиДонна Белла Литтон |
| Бет Смит    | Сара Чок        | Сара Чок        | Сара Чок        | Сара Чок        | Сара Чок        | Сара Чок        | Сара Чок        | Сара Чок        | Дзюн ИриэПатриция Дюран       |
| Эль Смит    | Does not appear | Does not appear | Does not appear | Does not appear | Does not appear | Does not appear | Does not appear | Does not appear | Хитоми СасакиЛюси Кристиан    |
| Фрэнк       | Does not appear | Does not appear | Does not appear | Does not appear | Does not appear | Does not appear | Does not appear | Does not appear | Тосинари ФукаматиТи Махани    |

### Второстепенный состав
| Персонаж                                                    | Первое появление                            | Сезоны          | Сезоны          | Сезоны          | Сезоны          | Сезоны          | Сезоны          | Сезоны          | Сезоны          | Аниме                        |
| Персонаж                                                    | Первое появление                            | 1               | 2               | 3               | 4               | 5               | 6               | 7               | 8               | Аниме                        |
| ----------------------------------------------------------- | ------------------------------------------- | --------------- | --------------- | --------------- | --------------- | --------------- | --------------- | --------------- | --------------- | ---------------------------- |
| Джессика                                                    | «Пилот»                                     | Кэри Уолгрен    | Кэри Уолгрен    | Кэри Уолгрен    | Кэри Уолгрен    | Кэри Уолгрен    | Does not appear | Кэри Уолгрен    | Does not appear | Миса Исии                    |
| Директор Джин Вагина                                        | «Пилот»                                     | Фил Хендри      | Фил Хендри      | Фил Хендри      | Фил Хендри      | Does not appear | Does not appear | Фил Хендри      | Фил Хендри      | Does not appear              |
| Мистер Голденфольд                                          | «Пилот»                                     | Брэндон Джонсон | Брэндон Джонсон | Брэндон Джонсон | Брэндон Джонсон | Does not appear | Брэндон Джонсон | Does not appear | Does not appear | Такэси ХаякаваШоун Хэмилтон  |
| Тэмми Гутерман                                              | "Мисикс и разрушение"                       | Кэсси Стил      | Кэсси Стил      | Кэсси Стил      | Кэсси Стил      | Кэсси Стил      | Does not appear | Does not appear | Does not appear | Ариса Сакураба               |
| Птичья личность Феникс личность                             | "Риксованный бизнес"                        | Дэн Хармон      | Дэн Хармон      | Дэн Хармон      | Дэн Хармон      | Дэн Хармон      | Does not appear | Дэн Хармон      | Дэн Хармон      | Масаси ХасимотоЭндрю Лав     |
| Сквончи                                                     | "Риксованный бизнес"                        | Том Кенни       | Том Кенни       | Does not appear | Does not appear | Том Кенни       | Does not appear | Том Кенни       | Does not appear | Does not appear              |
| Космический крейсер / автомобиль Д.И.А.Н.А.. / Диана Санчес | «Пилот»"Наверное, Рики сошли с ума" (голос) | Молча           | Кэри Уолгрен    | Молча           | Молча           | Кэри Уолгрен    | Кэри Уолгрен    | Кэри Уолгрен    | Кэри Уолгрен    | Does not appear              |
| Уэйн "Мистер Жопосранчик"                                   | "Вспомнить Вэ Сэ Йо"                        | Does not appear | Джастин Ройланд | Джастин Ройланд | Джастин Ройланд | Джастин Ройланд | Джастин Ройланд | Джон Аллен      | Джон Аллен      | Does not appear              |
| Президент Президент Кёртис                                  | "Пора швифтануться"                         | Does not appear | Кит Дэвид       | Кит Дэвид       | Фото            | Кит Дэвид       | Кит Дэвид       | Кит Дэвид       | Does not appear | Фуминори КомацуШоун Хэмилтон |
| Джин Гиллиган                                               | "Конспирация"                               | Does not appear | Does not appear | Том Кенни       | Молча           | Том Кенни       | Том Кенни       | Том Кенни       | Том Кенни       | Does not appear              |

## Главные персонажи

### Рик Санчес
Рик Санчес (озвучил Джастин Ройланд) (англ. Rick Sanchez C-137) — один из двух главных героев, гениальный и немолодой ученый, алкоголик с постоянной отрыжкой. Скептик, крайне циничен, ворчлив, эгоистичен, но не лишён чувства юмора. Атеист (хотя в некоторых сериях даже молится богу, однако, каждый раз после чудесного спасения ссылается на удачу и вновь отвергает его существование). Из-за своей гениальности нажил себе немало врагов во всей Вселенной. Недавно переехал к своей дочери в семью Смитов, с тех пор почти во все путешествия отправляется со своим внуком Морти.

### Морти Смит
Морти Смит (озвучил Джастин Ройланд) (англ. Morty Smith) — второй главный герой, внук Рика, мальчик 14 лет (на момент 3 сезона 15 лет), обычный подросток. Путешествуя с дедом, часто просто не понимает, что происходит, но периодически проявляет смекалку. Влюблён в одноклассницу Джессику. После уничтожения населения родной планеты Земли C-137 в результате «кроненбергизации», перебрался вместе с Риком в измерение, где их версии погибли при неудачном эксперименте Рика. Было ещё несколько переходов в другие измерения, о чём говорят записанные воспоминания Морти. Были ли они до событий «кроненбергизации» неизвестно.

### Бет Смит
Бет Смит (Санчес) (озвучила Сара Чок) (англ. Beth Smith (Sanchez)) — дочь Рика, мать Морти и Саммер, и жена Джерри, 34 года. Работает кардиохирургом-ветеринаром — преимущественно лошадиным. Родила Саммер в 17 лет, из чего, по словам самой Саммер, «постоянно делает проблему». Имеет проблемы с алкоголем, считает себя неполноценной, и боится, что отец вновь бросит её. Вполне возможно, что в последних сериях третьего сезона её заменил клон.

### Джерри Смит
Джерри Смит (озвучил Крис Парнелл) (англ. Jerry Smith) — отец Морти и Саммер, зять Рика, муж Бет, 34—35 лет. Как и Морти, наивен и глуповат, сильно комплексует из-за этого. Подшучивает над женой по поводу того, что она «не настоящий хирург». Очень любит фильм «Титаник». Безработный, о чём ему периодически напоминают все члены семьи фразами «найди работу». Некоторое время работает рекламным агентом. Интересуется гражданским правом. Недолюбливает Рика (если не сказать больше), и это чувство взаимно.

### Саммер Смит
Саммер Смит (озвучила Спенсер Грэммер) (англ. Summer Smith) — старшая сестра Морти, 17 лет. Типичный подросток с соответствующим кругом интересов. Иногда путешествует с дедом и младшим братом и нередко выручает их. Считает выходки своей семьи «глупыми». Некоторое время работала в лавке у дьявола. Была влюблена в Итана, во второй серии 3 сезона встречалась с Кровотёком, лидером обитателей постапокалиптического измерения. Очень привязана к своему телефону. Считает свое тело некрасивым.

### Родственники семьи Смит-Санчес
- Наруто Смит — общий ребенок Морти и Саммер.
- Диана Санчес (озвучила Кэри Уолгрен) — бывшая жена Рика Санчеса. Она была замечена во флешбэке во время премьеры третьего сезона, входящей в гараж с молодой Бет. Когда Рик клянется бросить науку, они готовятся пойти за мороженым, когда Диана и Бет убиты бомбой, посланной через портал, созданный другим Риком в качестве мести за то, что главный Рик отказался присоединиться к совету. Затем Рик решает снова стать ученым, чтобы отомстить за свою потерянную семью. Поскольку эта история происхождения, как выяснилось, была сфабрикована, чтобы поймать агента Галактической Федерации, неизвестно, действительно ли Диана все еще жива, или она существовала в форме, показанной в воспоминаниях Рика. Альтернативная версия Дианы, названная Бонни Синклер, присутствует в дополнительных материалах для серии комиксов Oni Press Rick and Morty, созданных художником обложки Дианой Пантано[3].
- Леонард и Джойс Смит (озвучили Дэна Карви[англ.] и Патриция Ленц) — родители Джерри. У них с Джейкобом cuckold-отношения. Леонард любит смотреть, как Джойс и её любовник Джейкоб занимаются сексом, а сам прячется в шкафу своей спальни, обычно в одежде Супермена.
- Джейкоб (озвучил Эко Келлум[англ.]) — любовник Джойс. Создаёт впечатление приятного и дружелюбного человека, хотя Джерри чувствует себя неуютно из-за его нестандартных отношений с родителями.

## Второстепенные персонажи

### Ученики и сотрудники Гарри-Херпсонской старшей школы
- Джессика (озвучила Кэри Уолгрен) (англ. Jessica) — привлекательная девушка, которая училась вместе с Морти в математическом классе. Часто не замечает Морти.
- Директор Вагина (озвучил Фил Хендри[англ.]) (англ. Principal Vagina) — директор Гарри-Херпсонской старшей школы.
- Г-н Стэн Голденфольд (озвучил Брэндон Джонс) (англ. Mr. Stan Goldenfold) — учитель Морти в математическом классе.
- Тренер Ферату (англ. Coach Feratu) — вампир, нападавший на учеников в школе Морти. Работал учителем физкультуры.
- Брэд (озвучил Эхо Келлум[англ.]) (англ. Brad) — ученик Гарри-Херпсонской старшей школы. Встречался с Джессикой, однако они расстались в 3 сезоне.
- Тэмми (озвучила Кэсси Стил[англ.]) (англ. Tammy) — подруга Саммер, девушка и невеста Птичьей Личности, в конце второго сезона выясняется, что она агент Галактической федерации.
- Итан (озвучил Дэниэл Бенсон) (англ. Ethan) — экс-бойфренд Саммер.
- Нэнси (озвучила Эйслинн Пол[англ.]) (англ. Nancy) — непопулярная в школе девочка. Играет на флейте.
- Тоби Мэтьюз (озвучил Алекс Хирш) (англ. Toby Mathews) — популярный в школе парень.
- Фрэнк Паликки (озвучил Райан Ридли) (англ. Frank Palicky) — студент, замороженный Риком.
- MC Haps (озвучил Дэн Хармон) (англ. MC Haps) — рэпер.

### Альтернативные версии главных героев
- Злой Морти (англ. Evil Morty) — главный антагонист сериала. Появился в 10 серии первого сезона[4]. Один из множества Морти, уничтожающий Риков и стремящийся к власти. В конце 7 серии 3 сезона ему удаётся стать президентом Цитадели Риков и Морти. В конце 5 сезона, разрушил центральную кривую

### Связанные с Риком
- Птичья личность (озвучил Дэн Хармон) (англ. Birdperson) — лучший друг Рика. Появился в последней серии первого сезона, два раза во втором сезоне. Погибает в конце второго сезона. В конце 1 серии 3 сезона становится киборгом по имени Феникc личность. В 10 серии 4 сезона Космическая Бет убивает Феникс личность. В 5 сезоне 8 серии Рик востанавливает Птичью личность из его останков
- Юнити (озвучила Кристина Хендрикс) (англ. Unity) — коллективный разум, порабощающий целые планеты, бывшая возлюбленная Рика.
- Сквончи (озвучил Том Кенни) (англ. Squanchy) — появился в 11 серии 1 сезона. Он кот, друг Рика. Очень часто употребляет в речи свое коронное слово «сквонч» в самых различных вариациях. В 10 серии 2 сезона он защищает семью Рика на свадьбе, тем самым дает возможность Рику и его семье сбежать, в 7 сезоне 1 серии он вместе с Риком и его друзьями поддерживают Жопосранчика
- Мистер Жопосранчик (озвучил Джастин Ройланд) (англ. Mr. Poopybutthole) — появился в 4 серии 2 сезона. Предположительно был инопланетным паразитом, однако в конце выясняется, что это не так. Появляется также в конце второго сезона (но в первом сезоне видно, что он снимается в шоу «Яйцелюбы», а также в нескольких рекламах), рассказывая о готовящемся третьем сезоне. В конце 3 сезона было показано, что он женился и у него родился сын, и говорит, что четвёртый сезон выйдет не скоро.

### Инопланетные народы
- Гримфлюмиты — инопланетная раса, являются лидерами Галактической Федерации. Являются главными врагами Рика из-за угнетения, порабощения и использования народов вселенной как "лабораторных крыс". В 1 серии 3 сезона Рик,Морти и Саммер уничтожают Галактическую Федерацию. В 10 серии 4 сезона гримфлюмиты воссоздали Галактическую Федерацию, однако уже вся семья Смитов/Санчесов смогла вновь их уничтожить.

## Другие персонажи
- Страшный Тэрри (озвучил Джесс Харнелл) (англ. Scary Terry) — Фредди Крюгер вселенной Рика и Морти, герой сна во сне во сне. Нецензурно выражается после каждой фразы, даже обращаясь к своему ребёнку и жене.
- Снаффлз (Снежок) (озвучил Роб Полсен) (англ. Snuffles (Snowball)) — пёсик семьи Смит, который, благодаря Рику, обзавёлся разумом и поднял собачье восстание. Портрет Снаффлза можно увидеть в доме Смитов.